# لار پایین
لار پایین روستایی در دهستان حرمک بخش مرکزی شهرستان زاهدان استان سیستان و بلوچستان ایران است. اکثر ساکنین روستای لار پایین از طائفه حسن زهی هستند.

## جغرافیا
این روستا دارای یک رشته قنات می‌باشد که زمین‌های کشاورزی را آبیاری می‌کند عمده کشاورزی کاشت علوفه گندم جو و ذرت و همچنین سبزی جان این درختان انجیر آمار و پسته در باغ‌ها مشاهده می‌شود و محصولات به زاهدان جهت فروش آورده می‌شود.
روستای لار پایین که در ۱۵ کیلومتری شمال شرق زاهدان قرار دارد دارای دهیاری مدرسه ابتدایی مسجد و همچنین آب و برق بوده و تا زاهدان جاده آسفالته دارد و تا مرز پاکستان کمتر از ده کیلومتر فاصله دارد.
از ارتفاعات مهم کوه لار می‌باشد که از تنوع گیاهی و جانوری برخوردار است و در تنگه لار نیزارهایی وجود دارد و می‌توان با برنامه‌ریزی مناسب و ایجاد راه تفرجگاهی برای شهر نشینان و گردشگران ایجاد نمود از گیاهان می‌توان به گز نی و انجیر و.. نام برو بز کوهی و میش در کوه‌ها یافت می‌شود و گاه گاهی پلنگ ایرانی در نیزارها سری می‌زند همچنین انواع پرندگان مهاجر نیز دیده می‌شوند.

## جمعیت
بر پایه سرشماری عمومی نفوس و مسکن در سال ۱۳۹۵ جمعیت این روستا ۵۱۰ نفر (۱۲۳خانوار) بوده‌است.